# Шауфусс, Татьяна Алексеевна
Татьяна Алексеевна Шауфасс (урожд. Раппопорт; 22 октября 1891, Киев — 25 июля 1986, Вэлли-Коттедж, около Нью-Йорка) — сестра милосердия, общественный деятель русской эмиграции, президент Толстовского фонда.

## Жизнь до эмиграции
Родилась в 1891 году в Киеве. Окончила Киевский институт благородных девиц, училась в Дрезденской консерватории по классу фортепьяно.
Была замужем за Константином Николаевичем Шауфусом (1881—1941), сыном Н.К.Шауфуса.
В Первую мировую войну окончила курсы сестры милосердия Свято-Георгиевской общины Русского Красного Креста в Санкт-Петербурге.
Работала старшей хирургической сестрой госпиталя, заведовала школьной общиной при госпитале. Также работала генеральным секретарём русского профсоюза сестёр милосердия, вела организационную работу по охране школ медицинских сестёр.
Являлась духовной дочерью протоиерея Алексея Мечёва и помощницей Павла Флоренского.

## Жизнь в эмиграции
После Октябрьской революции трижды подвергалась аресту (в 1919, 1928 и 1929). Провела три года на поселении в Восточной Сибири.
Благодаря вмешательству международного Красного Креста, получила в 1933 году возможность эмигрировать в Чехословакию.
Работала в социальном отделе Красного Креста, помогала русским беженцам. За общественные заслуги была удостоена правительством Чехословакии и городом Праги почётного чехословацкого гражданства.
После оккупации страны немецкими войсками, эмигрировала в США.
В 1939 году вместе с графиней Александрой Львовной Толстой организовала Толстовский фонд с центром в Нью-Йорке. Татьяна Алексеевна сначала работала исполняющим директором фонда, а затем вице-президентом. После Второй мировой войны Татьяна Алексеевна открыла отделения фонда в Западной Европе, помогала русским беженцам эмигрировать в США. Во Франции основала несколько старческих домов для русских беженцев.
В 1970 году трудами Татьяны Алексеевны был основан дом престарелых на Толстовской ферме в Вэлли-Коттедже. После смерти графини Александры Львовны Толстой в 1976 году стала президентом Толстовского фонда.
Скончалась 25 июля 1986 года на 95 году жизни в основанном ею доме престарелых Толстовского фонда в Вэлли-Коттедж. Погребена на кладбище Ново-Дивеевского монастыря в штате Нью-Йорк.

## Публикации
- Положение Ди-Пи в Германии и Австрии: Доклад генерального секретаря Толстовского Фонда Т. А. Шауфус // Новое русское слово.— Нью-Йорк, 1949.— 30 января (№ 13428).— с. 3, 8.